# Giorgio Gaja
Giorgio Gaja (Luzern (Zwitserland), 7 december 1939) is een Italiaans hoogleraar en rechter. Sinds 1975 is hij hoogleraar internationaal recht aan de Universiteit van Florence. Van 1999 tot 2011 was hij daarbij lid van de Commissie voor Internationaal Recht van de Verenigde Naties. Nadat hij tot vijf maal was opgeroepen als ad-hocrechter, werd hij in 2012 benoemd tot regulier rechter van het Internationale Gerechtshof.

## Levensloop
Gaja sloot in 1960 zijn studie rechtsgeleerdheid af aan de Universiteit Sapienza Rome. Nadat hij onderzoeksopdrachten verrichtte in Wenen, Oxford en Den Haag werkte hij in 1962 en 1963 als wetenschappelijk assistent aan Sapienza en van 1964 tot 1969 aan de Universiteit van Camerino. In 1968 promoveerde hij tot Libera docenza in internationaal recht, vergelijkbaar met een habilitatie in andere landen. Vervolgens werkte hij van 1969 tot 1972 opnieuw aan Sapienza als wetenschappelijk assistent.
Van 1972 tot 1975 was hij hoogleraar aan de Universiteit van Camerino, aanvankelijk voor internationaal privaatrecht en later ook voor volkenrecht. Vanaf 1971 was hij daarnaast ook bijzonder hoogleraar aan de Universiteit van Florence, en vanaf 1975 gewoon hoogleraar waarbij hij van 1978 tot 1981 decaan werd van de juridische faculteit van deze universiteit. Daarnaast was hij gasthoogleraar aan verschillende universiteiten in Frankrijk en de Verenigde Staten en verder aan de Haagsche Academie voor Internationaal Recht en het Institut universitaire de hautes études internationales in Genève. In 1985 werd hij beloond met een eredoctoraat van de juridische faculteit van de Pennsylvania State University.
In 1986 was Gaja afgevaardigde voor de conferentie om te komen tot de opvolger van de Verdrag inzake het verdragenrecht. Drie jaar later vertegenwoordigde hij Italië voor het Internationale Gerechtshof en daarna was hij zelf vijf maal ad-hocrechter voor het Hof. Sinds 1993 is hij lid van het Institut de Droit International. Van 1999 tot 2011 was hij verder lid van de Commissie voor Internationaal Recht van de Verenigde Naties, en eind dat jaar werd hij gekozen om vanaf februari 2012 aan te treden als rechter voor het Internationale Gerechtshof voor een periode van negen jaar.